# Dixa nebulosa
Dixa nebulosa är en tvåvingeart som beskrevs av Johann Wilhelm Meigen 1830. Dixa nebulosa ingår i släktet Dixa och familjen u-myggor. Arten är reproducerande i Sverige. Inga underarter finns listade i Catalogue of Life.

## Bildgalleri

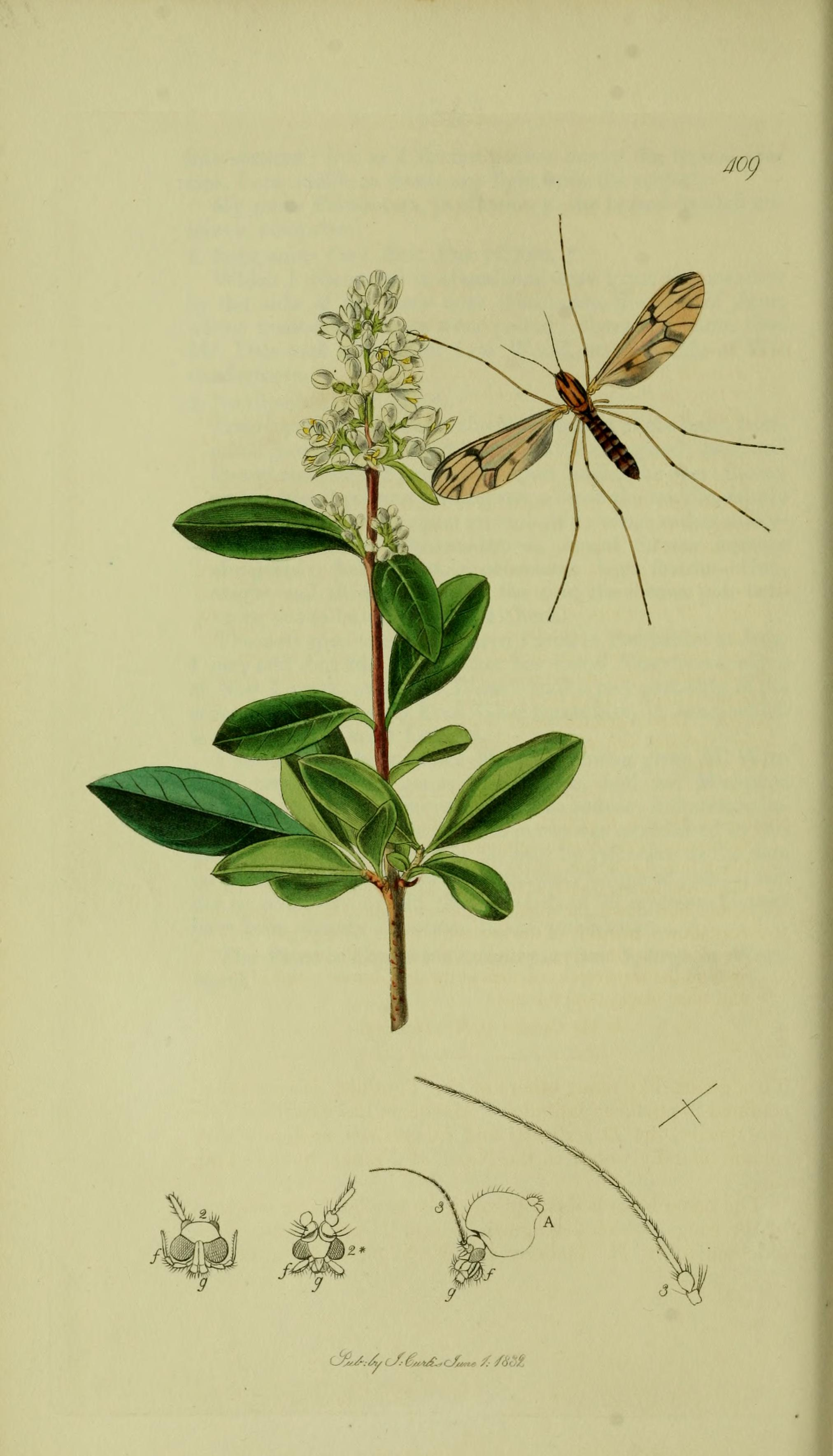